# Lynk & Co・03
Lynk & Co 03はLynk & Coから発売される4ドアセダン。

## 概要
4ドアのスポーツセダンで、プラットフォームはボルボ・XC40と同じCMAを使用する。2018年10月19日に富士スピードウェイで公開された。
最高出力180馬力、トルク265Nmを発揮する排気量1500ccのターボエンジンと7速デュアルクラッチトランスミッションを搭載。03＋CYANでは曙ブレーキ製4ポットキャリパー、ビルシュタイン製ダンパー、ミシュランパイロットスポーツ4S（245/35ZR19）を標準装備する。
2018年12月時点ではガソリンエンジンのみだが、プラグインハイブリッドが追加される予定。2020年に欧州、2022年にアメリカで発売。2023年には右ハンドル車がオーストラリアで発売予定。
2019年から『Lynk ＆ Co シアンレーシング03』がFIA WTCR（世界ツーリングカーカップ）へ出場する。
当初は中国国内で製造し、ベルギーのベルギーのヘントでも製造する予定